# Georg Blaurock
Jörg Cajacob, conosciuto anche come Jörg vom Hause Jakob o Jörg Blaurock o ancora Georg Blaurock o semplicemente Blaurock, ossia "abito azzurro" (Bonaduz, 1491 – Klausen, 6 settembre 1529), è stato un religioso svizzero, bruciato al rogo in quanto anabattista.

## Biografia
Dopo aver frequentato l'Università di Lipsia, fu ordinato prete, svolgendo il compito di vicario parrocchiale a Trins, nella diocesi di Coira, dal 1516 al 1518. In seguito alla sua adesione alla Riforma, avvenuta intorno al 1523, si recò a Zurigo, dove gli fu dato il soprannome "Blaurock", come riferisce la "Grande Cronaca" hutterita: "Qualcuno domandò chi aveva parlato, allora uno disse: quello con l'abito azzurro (blauer Rock). Così egli ricevette quel nome, perché indossava un abito turchino". Durante il suo soggiorno a Zurigo, Jörg appoggiò la causa dei fratelli Anabattisti guidati da Conrad Grebel.
Blaurock, personalità impetuosa, esuberante e forse un poco aggressiva (un altro soprannome che gli fu assegnato fu "der starke Jörg", ossia "il forte Jörg"), può essere a ragione definito il primo anabattista della storia: il 21 gennaio 1525, infatti, chiese a Grebel di mettere in pratica quello che finora era stato solamente teorizzato, facendosi battezzare da Grebel stesso e battezzando poi gli altri presenti. Blaurock non viene descritto come un uomo di cultura né come un intellettuale, ma aveva doti di ottimo evangelizzatore popolare ed una grande eloquenza.
In seguito alle persecuzioni degli anabattisti a Zurigo, Blaurock - dopo essere stato arrestato - fu processato nei giorni 5 e 6 marzo 1526 e condannato il giorno successivo insieme ad altri noti anabattisti come Conrad Grebel e Felix Manz e ad altre quindici persone, fra cui sei donne. La sentenza fu dura: essi furono condannati a restare in carcere a pane e acqua, senza visite, fino alla morte o alla ritrattazione. Il 21 marzo 1526 Blaurock riuscì però a fuggire, insieme a tutti gli altri prigionieri da una finestra aperta della torre in cui erano stati rinchiusi. Blaurock si recò quindi a predicare nel canton Grigioni e nel canton Appenzello insieme a Felix Manz: quest'ultimo fu però catturato e condannato a morte per affogamento, divenendo così il primo martire anabattista. Anche Blaurock fu arrestato, ma non essendo cittadino zurighese, fu frustato e bandito da Zurigo, con l'avvertimento che se fosse tornato sarebbe stato condannato a morte. Egli si recò quindi a Berna, a Biel, nei Grigioni e ad Appenzello, dove venne espulso ed arrestato.
Blaurock decise quindi di lasciare la Svizzera, per recarsi in Tirolo, dove svolse un'intensa attività di predicazione e battesimo, a partire dal maggio del 1529. Il 14 agosto, su pressione delle autorità di Innsbruck, fu catturato e rinchiuso nel castello di Gufidaun, frazione di Chiusa, dove venne torturato. Il 6 settembre fu arso vivo nei pressi di Chiusa.